# 金永哲 (1964年)
金永哲（1964年12月30日—），朝鲜族，男高音歌唱家，中国音乐学院声乐歌剧系教授。:39

## 生平
金永哲出生于1964年12月30日。受舅舅的影响，他从小喜欢音乐，高中时期曾学过薩氏管，后考入延边艺术学院学习声乐。1986年毕业后，他在汪清艺术团工作了两年:39-40。1988年，一直想深造的他成功考入中央音乐学院学习美声，师从王秉锐和赵碧璇。在读期间，他先后取得全国青年歌手电视大奖赛美声组第三名，全国少数民族声乐比赛第二名的成绩。此外，他还在马来西亚担任了歌剧《汉丽宝》的男主角:41-42。
1993年从中央音乐学院毕业后，金永哲开始在中国音乐学院任教。1996年，他被原中华人民共和国文化部选中参加法国巴黎国际声乐比赛，获男子组第一名。同年11月，他应邀参加了西班牙毕尔巴鄂国际声乐大赛，获一等奖:41-42。1997年12月，他在西班牙担任了歌剧《茶花女》的男主角，并在马德里成功举办了个人独唱音乐会。2000年，他在日本东京再次成功举办个人独唱音乐会。2005年，他在世界国际华人声乐比赛取得第一名的成绩。此外，他还先后参加了1996年文化部春节晚会，1997年中央电视台心连心活动、香港回归、国庆晚会，昆明世界园艺博览会开幕式等由文化部、中央电视台主办的大型演出活动。

## 获奖
- 1990年，全国青年歌手电视大奖赛美声组第三名[3]
- 1991年，全国少数民族声乐比赛第二名[3]
- 1992年，全国青年歌手电视大奖赛第三名[3]
- 1994年，全国青年歌手电视大奖赛美声组第二名[3]
- 1995年，全国聂尔、冼星海声乐大赛第二名[3]
- 1997年6月，法国巴黎国际声乐比赛男子组第一名[5]:166
- 1997年11月，西班牙毕尔巴鄂国际声乐大奖一等奖[5]:166
- 1998年，朝鲜平壤四月之春国际艺术节演唱金奖[3]
- 2005年，世界国际华人声乐比赛第一名[2]